# Mississippská delta
Mississippská delta (anglicky Mississippi Delta) je geografický a kulturní region v severozápadní části amerického státu Mississippi. Má rozlohu okolo 18 000 km² a zaujímá aluviální nížinu v místech, kde se řeka Yazoo vlévá do Mississippi. Oblast dostala název podle svého tvaru a husté spleti říčních ramen, skutečná delta Mississippi leží o pět set kilometrů jižněji na pobřeží Mexického zálivu.
Oblast Delty zaujímá okresy Washington, DeSoto, Humphreys, Carroll, Issaquena, Panola, Quitman, Bolivar, Coahoma, Leflore, Sunflower, Sharkey, Tate, Tunica, Tallahatchie, Western Holmes, Yazoo, Grenada a Warren.
Díky úrodné půdě a teplému vlhkému podnebí je Delta významným zemědělským regionem. V devatenáctém století proslula rozlehlými plantážemi bavlníku, na kterých pracovali černí otroci, pěstuje se zde také tabák, rýže, kukuřice nebo sója luštinatá. Úpadek zemědělské produkce vedl v první polovině 20. století k masivnímu odchodu Afroameričanů do měst, na jejich místo byli najímáni čínští dělníci. Organizace Delta Regional Authority se snaží pozvednout místní život diverzifikací ekonomiky, rozvíjí se zejména automobilový průmysl. Po roce 1990 byl legalizován hazard, který se soustředil především ve městě Tunica. V Parchmanu se nachází proslulá věznice. Provozuje se také rybolov a lov ptactva (prochází tudy jedna z hlavních severoamerických tras ptačí migrace).
Americký sociolog Rupert Bayless Vance prohlásil, že v Mississippské deltě jsou koncentrovány všechny charakteristické vlastnosti amerického Jihu včetně sociálního a rasového napětí. Zdejší život popsal ve svých románech William Faulkner. Díky izolaci a zaostalosti se zde udržela svérázná kultura, podle regionu je pojmenován hudební žánr delta blues. Místním tradicím je věnován Mississippi Delta Blues and Heritage Festival v Greenville.